# Gerald H. Meaker
Gerald H. Meaker (Los Ángeles, 18 de agosto de 1926 - 20 de diciembre de 2012) fue un historiador e hispanista estadounidense, destacado por sus aportaciones al movimiento revolucionario español de las primeras décadas del siglo XX. 
Doctorado en 1967 por la Universidad del Sur de California, fue autor de Spanish anarcho-syndicalism and the Russian Revolution, 1917-1922 (1968), su tesis doctoral, y The Revolutionary Left in Spain 1914–1923, su principal trabajo, publicado por la editorial Stanford University Press en 1974. Apareció en España en 1978 bajo el título La izquierda revolucionaria en España 1914-1923, editada por Ariel. En el momento de su publicación, fue considerada una de las mejoras obras sobre la izquierda en España en el periodo delimitado por el comienzo de la Primera Guerra Mundial y la instauración de la dictadura de Miguel Primo de Rivera. Según Shneidman, el libro falla en exponer las ideas políticas y el conflicto ideológico reinante. También se mostró en contra del aparato crítico de la obra, a cuya estructura calificó de extraña. Según Denis Smyth, Meaker destaca en su presentación del debate dentro de la izquierda española sobre la adhesión a la Internacional Comunista, así como propondría cierta inspiración de la Revolución de Octubre de 1934 en el Trieno Bolchevique de Andalucía (1918-1920). Fue destacado en 2006 por Víctor Fuentes como la mejor obra hasta ese momento sobre los inicios del Partido Comunista.